# 巽西
巽西（たつみにし）は、大阪府大阪市生野区にある町名。現行行政地名は巽西一丁目から巽西四丁目。

## 地理
生野区の南部に位置し、東に巽中、西に田島、南に巽南、北に巽北と接している。

## 世帯数と人口
2019年（平成31年）3月31日現在の世帯数と人口は以下の通りである。
| 丁目       | 世帯数    | 人口    |
| ---------- | --------- | ------- |
| 巽西一丁目 | 444世帯   | 876人   |
| 巽西二丁目 | 484世帯   | 923人   |
| 巽西三丁目 | 680世帯   | 1,371人 |
| 巽西四丁目 | 688世帯   | 1,352人 |
| 計         | 2,296世帯 | 4,522人 |

### 人口の変遷
国勢調査による人口の推移。
| 1995年（平成7年）  | 4,874人 | [ 5 ] |  |
| 2000年（平成12年） | 4,607人 | [ 6 ] |  |
| 2005年（平成17年） | 4,909人 | [ 7 ] |  |
| 2010年（平成22年） | 4,551人 | [ 8 ] |  |
| 2015年（平成27年） | 4,648人 | [ 9 ] |  |

### 世帯数の変遷
国勢調査による世帯数の推移。
| 1995年（平成7年）  | 1,591世帯 | [ 5 ] |  |
| 2000年（平成12年） | 1,688世帯 | [ 6 ] |  |
| 2005年（平成17年） | 2,016世帯 | [ 7 ] |  |
| 2010年（平成22年） | 1,902世帯 | [ 8 ] |  |
| 2015年（平成27年） | 1,976世帯 | [ 9 ] |  |

## 事業所
2016年（平成28年）現在の経済センサス調査による事業所数と従業員数は以下の通りである。
| 丁目       | 事業所数  | 従業員数 |
| ---------- | --------- | -------- |
| 巽西一丁目 | 32事業所  | 975人    |
| 巽西二丁目 | 114事業所 | 1,130人  |
| 巽西三丁目 | 110事業所 | 587人    |
| 巽西四丁目 | 86事業所  | 543人    |
| 計         | 342事業所 | 3,235人  |

## 交通
- 大阪府道173号大阪八尾線

## 施設
- ロート製薬 本社
- 万代 巽西店
- ホームセンターコーナン 生野店
- 巽公園

## その他

### 日本郵便
- 〒544-0012[3]（集配局：生野郵便局[11]）